# كاليوبي (مغنية)
كاليوبي بوكلي، وُلدت في 28 سبتمبر من عام 1966 في أوخريد. تُعرف باسمها المهني «كاليوبي»، وهي مغنّية وكاتبة أغاني مقدونية الجنسية. تطوّرت حياتها المهنية من كونها مغنية رئيسية في فرقتها (التي تحمل اسمها) في ثمانينات القرن الماضي في يوغسلافيا، إلى مغنّية ومؤلّفة موسيقية معروفة في مقدونيا ويوغسلافيا سابقًا. مثّلت كاليوبي مقدونيا مرّتين في مسابقة الأغنية الأوروبية؛ أولهما في باكو في أذربيجان بأغنيتها «سرنو أي بيلو» في عام 2012، وثانيهما في ستوكهولم في السويد بأغنيتها «دونا» في عام 2016.

## سيرتها

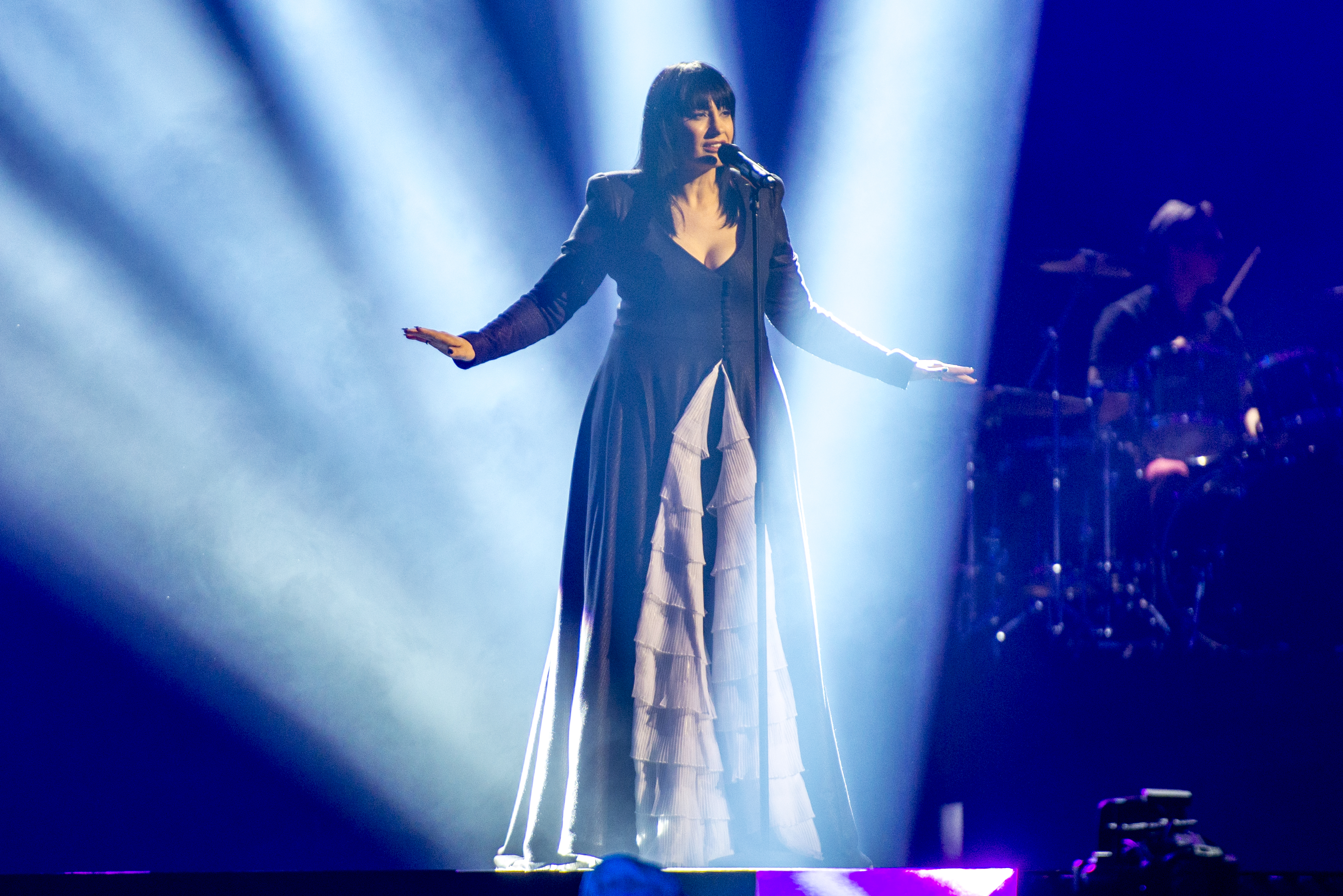
كاليوبي تمثل مقدونيا الشمالية بأغنية "دونا" خلال بروفة قبل الدور نصف النهائي الثاني من مسابقة الأغنية الأوروبية 2016

### نشأتها وبداية مسيرتها المهنية
وُلدت كاليوبي لعائلة نصفها أروماني ونصفها الآخر مقدوني في أوخريد. أبدت اهتمامها بالموسيقى في سنّ مبكرة. دخلت كاليوبي مهرجان الأطفال المقدونيين «زلانتو سلافيكييه» في عام 1976، إذ فازت فيه عن أغنيتها «موهياتا أوكيلتيكا». قامت كاليوبي لاحقًا بجولة مع جوقة زبارو زباروف «رازفيغوركيه»، إذ أدّوا سوّيةً في تشيكوسلوفاكيا وسلوفينيا (وبعدها ضمن يوغوسلافيا) والنمسا بين عامي 1978 و1980. انضّمت كاليوبي بعدها إلى صفّ ماريا نيكولوفسكا، حيث درست الغناء المنفرد لمدّة أربع سنوات قبل أن تواصل تدريبها في أكاديمية الموسيقى ضمن صفّ بلاغويا نيكولوفسكي في عام 1984. شاركت كاليوبي في مسابقة الغناء المنفرد اليوغوسلافية وحصلت على المركز الثالث، إذ تنافست بصفتها أصغر مغنية للموسيقى الكلاسيكية في المهرجان.

### تشكيل الفرقة (كاليوبيورودييني)
أسست كاليوبي فرقة «كاليوبي» بالتعاون مع روميو غريل في عام 1984، ثمّ سجلا أول أغنيتين لهما «تومي» و«نيمو ذا مي بوديس» بناءً على طلب راديو مقدونيا. فازت الفرقة بأفضل تفسير لأغنية «ليو» في مهرجان أوباتيا؛ وهي جائزة يصوّت فيها صحفيو يوغسلافيا. أطلقت الفرقة أول ألبوم لها تحت اسم الفرقة ذاته بالتعاون مع شركة التسجيلات زد. كيه. بّي. آر. تي. إل. جاي. في عام 1986. شاركت الفرقة في مهرجان سبليت في العام ذاته، حيث فازت بجائزة أفضل أداء أوّل عن أغنية «دا موري زنا».[بحاجة لمصدر]
أصدرت الفرقة ألبومها الثاني تحت عنوان «رودييني» في عام 1987، الذي سُجّل في زغرب وحقّق نجاحًا باهرًا؛ إذ أنتجت الفرقة أغنيتها الناجحة «رودييني (باتو)» التي أبدعها المؤلّف روميو غريل. نشطت الفرقة في الساحة الموسيقية، إذ قدّمت عروضًا في المهرجانات وسجّلت عروضًا تلفزيونيةً خاصّةً لإذاعة وتلفزيون زغرب وبلغراد وسراييفو وتيتوغراد، بالإضافة إلى قيامها بجولة موسيقية متضمّنةً عروضًا في الاتحاد السوفيتي. انتقل كلّ من كاليوبي وروميو غريل إلى سويسرا في فترة ذروة الفرقة. حُلّت الفرقة بشكل رسمي بعد غيابها الطويل عن الساحة الموسيقية الذي تلاه تفكّك يوغوسلافيا.[بحاجة لمصدر]

### عودتها الانفرادية (أوبوي ميوأكو دينوت مي إيه نوكي)
عادت كاليوبي إلى الساحة الموسيقية بصفتها مؤديةً منفردةً في مقدونيا الشمالية (التي أصبحت جمهورية مقدونيا لاحقًا)، ثمّ تنافست في نسخة عام 1996 من مهرجان سكوبييه التابع لمسابقة الأغنية الأوروبية لعام 1996. حصلت كاليوبي على المركز الأول بالنسبة للجنة التحكيم والجمهور عن أغنيتها «سامو تي»، إذ مُنحت الحق في أن تكون أوّل ممثّلة لشمال مقدونيا في مسابقة الأغنية الأوروبية. وعلى الرغم من ذلك، شهدت مسابقة عام 996 تدفّقًا جديدًا من المشاركين الجدد، إذ استُبعدت شمال مقدونيا من المسابقة في الاختيار المُسبق وغير المُتلفز للأصوات. تنافست كاليوبي لاحقًا في مهرجان سكوبييه لعام 1998، لكنّها لم تتمكن من تجاوز المرتبة التاسعة عن أغنيتها «ني زابورافاي».[بحاجة لمصدر]

## روابط خارجية
- كاليوبي (مغنية) على موقع IMDb (الإنجليزية)
- كاليوبي (مغنية) على موقع ميوزك برينز (الإنجليزية)
- كاليوبي (مغنية) على موقع أول ميوزيك (الإنجليزية)
- كاليوبي (مغنية) على موقع ديسكوغز (الإنجليزية)
- كاليوبي (مغنية) على موقع ديسكوغز (الإنجليزية)
- كاليوبي (مغنية) على موقع قاعدة بيانات الفيلم (الإنجليزية)